# 雷電一
雷电一（ζ Peg/飞马座ζ），英文名Homam，是一个在北天星座飞马座的单星。视星等3.41，可以被肉眼看见，是飞马座最亮的成员之一。视差测量表示它距离太阳大约204光年。

## 特性
该星的恒星分类为B8V，代表它是一个B型主序星，正经由核心的氢聚变产生能量。该星的直径大约为4倍太阳。它是个光度略微变化的慢脉动B型星，周期23小时，每天完成1.05周期。雷电一的年龄大约1.2亿年，它自转相当快速，投影速度在140-210km/s。表面温度11,190K，散发出蓝白色的光芒。
雷电一被检验是否有红外线超量，这是可能存在星周物质的证据，但是并未发现。该星有2个光学伴星。第一个视星等11.6，距离68弧秒，位置角139°。第二个视星等11，距离177弧秒，位置角5°。雷电一并不属于已知的星协。